# Liste der Mitglieder der American Academy of Arts and Sciences/1915
Im Jahr 1915 wählte die American Academy of Arts and Sciences 68 Personen zu ihren Mitgliedern.

## Neu gewählte Mitglieder
- Glover Morrill Allen (1879–1942)
- Wallace Walter Atwood (1872–1949)
- Irving Widmer Bailey (1884–1967)
- Joseph Barrell (1869–1919)
- Charles Barrois (1851–1939)
- James Phinney Baxter (1831–1921)
- Joseph Young Bergen (1851–1917)
- Leon-Joseph-Florentin Bonnat (1833–1922)
- Charles Thomas Brues (1879–1955)
- Hermon Carey Bumpus (1862–1943)
- Thomas Jonathan Burrill (1839–1916)
- John Joseph Carty (1861–1932)
- John Mason Clarke (1857–1925)
- William David Coolidge (1873–1975)
- Richard Henry Dana III (1851–1931)
- Charles Jean Gustave Nicolas de la Vallee-Poussin (1866–1962)
- Leonard Eugene Dickson (1874–1954)
- Edward Bangs Drew (1843–1924)
- Gilman Arthur Drew (1868–1934)
- Edward Staples Drown (1861–1936)
- William Harrison Dunbar (1862–1935)
- Alexander Forbes (1882–1965)
- George Shannon Forbes (1882–1979)
- Philip Fox (1878–1944)
- Frank Lauren Hitchcock (1875–1957)
- Edward Washburn Hopkins (1857–1932)
- James Kendall Hosmer (1834–1927)
- Aleš Hrdlička (1869–1943)
- Hector James Hughes (1871–1930)
- Reid Hunt (1870–1948)
- William DeWitt Hyde (1858–1917)
- Carl Newell Jackson (1875–1946)
- Dunham Jackson (1888–1946)
- Edward Skinner King (1861–1931)
- Charles August Kraus (1875–1967)
- Kirsopp Lake (1872–1946)
- Carl Otto Lampland (1873–1951)
- Henry Roseman Lang (1853–1934)
- Andrew Cowper Lawson (1861–1952)
- Warren Kendall Lewis (1882–1975)
- Joseph Norman Lockyer (1836–1920)
- William Caleb Loring (1851–1930)
- Ernest Gale Martin (1876–1934)
- Samuel Walker McCall (1851–1923)
- Albert Davis Mead (1869–1946)
- Samuel Eliot Morison (1887–1976)
- Arthur Sampson Napier (1853–1916)
- Charles Francis Park (1869–1944)
- Bernadotte Perrin (1847–1920)
- John Charles Phillips (1876–1938)
- John Winthrop Platner (1865–1921)
- Lincoln Ware Riddle (1880–1921)
- Ernest Rutherford (1871–1937)
- Robert Wilcox Sayles (1878–1942)
- Charles Schuchert (1858–1942)
- Miles Standish Sherrill (1877–1965)
- Frederick Winslow Taylor (1856–1915)
- William Roscoe Thayer (1859–1923)
- Vsevolod Evgenievich Timonoff (1862–1936)
- Johan Hermann Lie Vogt (1858–1932)
- Edward Henry Warren (1873–1945)
- Arthur Wisswald Weysse (1867–1956)
- Bailey Willis (1857–1949)
- Samuel Wendell Williston (1852–1918)
- Frederick Adams Woods (1873–1939)
- Joseph Ruggles Worcester (1860–1943)
- Frederick Eugene Wright (1877–1953)
- Robert Mearns Yerkes (1876–1956)